# X-købing Kommunale Brandvæsen
X-købing Kommunale Brandvæsen er en instruktionsfilm instrueret af Hr. Jalser efter manuskript af C. Møller, Hr. Bækgaard, Hr. Schouenborg.

## Handling
En instruktionsfilm, der gør rede for uddannelsen af brandmandskabet og viser opbygningen af et moderne provinsbrandvæsen. Filmen er optaget stumt, og der er udarbejdet en standardkommentar til brug ved forevisninger.